# Hélène Henry
Pour les articles homonymes, voir Henry.
Hélène Henry est une décoratrice française, née à Champagney (Haute-Saône) le 29 juillet 1891 et morte à Paris (hôpital Laënnec) le 18 novembre 1965.

## Biographie
L'atelier de la rue des Grands-Augustins est celui qu'elle établit en arrivant à Paris en 1923 ; lui succède un plus vaste qu'elle installe au 13 rue des Arquebusiers où les hauts métiers manuels produisent jusqu'en 1965.
Comme architecte d'intérieur, elle travaille, telle « Pénélope des années 30 », dans l'ombre de Francis Jourdain, Robert Mallet-Stevens, Pierre Chareau, René Herbst, Eugène Printz, Jeanne Blanche Klotz, Dominique ou Paul Dupré-Lafon en leur fournissant ses tentures et tapis, « de luxueuses étoffes à motifs inspirés de l'Afrique ou du cubisme, puis de plus en plus abstraits : pois, rayures, écossais… ».
Lors de la triennale de Milan en 1925, elle reçoit la médaille d'argent.
Elle est membre fondatrice de l'UAM et y côtoie ses collègues féminins Sonia Delaunay, Charlotte Perriand et Eileen Gray, entre autres.
En 1937, elle expose au Jeu de Paume puis assume la vice-présidente de la classe des tissus lors de l'exposition universelle de Paris.
Elle a participé aux expositions de groupe organisées par la Société des Femmes Artistes Modernes (FAM), créée en 1931 par Marie-Anne Camax-Zoegger. Elle est présente sur la liste des artistes de l'exposition de 1935 à la Galerie Bernheim-Jeune.
Une vente du contenu de l'atelier d'Hélène Henry est organisée le 17 novembre 2000 à l'hôtel Drouot.

## Vie privée
Lucien Lantier et Hélène Henry, alors infirmière, se marient le 23 juin 1916 à Lure. De cette union naît à Chaumont (Haute-Marne) un fils le 10 décembre 1917, Bernard Louis Félix Lantier. Le couple se sépare quelques années plus tard.
Le 11 août 1927, elle se marie à Joseph Louis Van Melle, directeur technique à l'imprimerie Berger-Levrault (5-7 rue des Beaux-Arts) en 1917 puis directeur de l'hebdomadaire Toute l'Édition. Ils possèdent un appartement 5 rue des Beaux-Arts.
Le couple possède une propriété à Lestiou (Loir-et-Cher), commune où les père Félix, ingénieur des mines ayant fait carrière aux houillères de Ronchamp, décédé en octobre 1936 et mère d'Hélène Henry (Claire, décédée en leur domicile parisien), ont leur sépulture. La propriété de Lestiou renfermait une collection d'objets d'ameublement. C'est le lieu (limitrophe d'Avaray) où Hélène Henry s'est réfugiée pendant la Seconde Guerre mondiale.

## Réalisations
- Tissus « Les pipes »[16], vers 1927, édité par Pierre Chareau
- Tapis d'Aubusson, 1930[17].
- Commandes[8] pour :
  - appartements privés de Jan Martel : rideau sur tringle de Jean Prouvé[18]
  - le palais Manik Bagh (jardin des rubis) du maharajah d'Indore (1930)[4] ;
  - le palais de la Société des nations, à Genève ;
  - le paquebot Normandie par l'intermédiaire de René Herbst;
  - l'exposition internationale des arts et techniques de Paris en 1937 : bureau-bibliothèque de Pierre Chareau (textile Puzzle[19]) et salle de repos[20].

## Distinctions
- Chevalier de la Légion d'honneur. Le 19 décembre 1938, elle reçoit les insignes de chevalier de la Légion d'honneur[1] des mains du directeur de L'Est républicain, Victor René Mercier[21].